# أنزور سنايا
أنزور سنايا (بالروسية: Саная, Анзор Зурабович)‏ هو لاعب كرة قدم روسي في مركز الهجوم، ولد في 22 مايو 1989 في منرالني فودي في روسيا. لعب مع بالتيكا كالينينغراد وتوم تومسك.

## وصلات خارجية
- أنزور سنايا على موقع قاعدة بيانات كرة القدم.إي يو (الإنجليزية)
- أنزور سنايا على موقع Soccerway.com (الإنجليزية)